# 張璿 (景泰進士)
張璿（1419年—？），字宗舜，陝西西安府長安縣人，醫藉，明朝政治人物。進士出身。

## 生平
陝西鄉試第二十三名。景泰二年（1451年）辛未科會試第一百五十六名，殿試登進士第二甲第三十七名。歷官工科都给事中。

## 家族
曾祖父張仲昭。祖父張在中。父亲張澤，曾任醫學正科。